# 密刺螯龙虾属
密刺螯龙虾属（学名：Acanthacaris）是海螯虾科下的一个属。

## 下属物种
本属包括以下物种：
- Acanthacaris caeca (A.Milne-Edwards, 1881)
- Acanthacaris tenuimana Bate, 1888